# Mazda CX-50
Mazda CX-50 — предстоящий компактный кроссовер японской компании Mazda, который будет выпускаться для североамериканского рынка. Автомобиль разделяет платформу с моделями Mazda3 и Mazda CX-30, а в модельном ряду будет занимать место чуть выше Mazda CX-5, которого превосходит по габаритам.
Модель была впервые представлена 15 ноября 2021 года. Заявлено, что помимо обычной версии кроссовера будет доступна версия повышенной проходимости. Mazda CX-50 будет собираться на заводе в городе Хантсвилл, штат Алабама, там же собирается Toyota Corolla Cross.

## Технические характеристики
Модель оснащена рядным четырёхцилиндровым двигателем Skyactiv-G PY-VPS объёмом 2,5 л, мощностью 187 л.с (139 кВт), крутящим моментом 252 Нм. Существует также версия с турбонаддувом, мощностью 250 л.с и крутящим моментом 434 Нм. Кроссовер также оснащается технологиями i-Activ (полный привод) и Intelligent Drive Select.
Планируется также гибридная версия, с электродвигателем от Toyota.